# 姚祖輝
姚祖輝，BBS，JP，英文名Andrew Yao，香港工业家。现任滬港聯合控股有限公司（前萬順昌集團）董事會主席兼首席執行官，以及港區全國人大代表。

## 简历
姚生于香港，祖籍浙江宁波，父亲姚樹聲为香港「钢筋大王」。中學就读聖若瑟書院，及后赴美留學，先后获得美国加州柏克莱大学工商管理系学士学位和美国哈佛商学院工商管理学硕士学位。
现任滬港聯合控股有限公司董事會主席，并任開達集團董事。
1992年，從哈佛畢業後回到香港創業。
1993年，到內地開拓市場，同年萬順昌與上海寶山鋼鐵集團成立合資企業。1994年，萬順昌在香港交易所主板上市。
2002年8月，接任香港万顺昌董事。
2012年，萬順昌銷售額達50億元，成功由家族企業轉型為跨國剛才供應鏈營運商，於2016年更名為「滬港聯合控股有限公司」。

## 社会委任

#### 現任
- 香港特別行政區第十三屆全國人大代表（港區人大代表）[8]
- 香港卓越獎學金計劃（页面存档备份，存于）督導委員會成員[9]
- 香港嶺南大學校董會主席[10]
- 上海海外聯誼會副會長
- 滬港經濟發展協會會長[11]
- 上海香港聯會創會永遠榮譽會長[12]
- 香港明天更好基金理事委員
- 滬港青年交流促進會創會會長[13]
- 海上絲綢之路協會名譽會長[14]
- 上海市工商業聯合會（工商聯）副主席[15]
- 復旦大學校董[16]
- 上海包玉剛學校校董

#### 曾任
- 香港浸會大學校董會副主席[17]
- 香港青年联会主席[18]
- 中华全国青年联合会常委
- 全國政協香港委員
- 上海市政协常委
- 中国中央企业青联副主席
- 上海市青年联合会副主席
- 哈佛商学院全球校友会董事、香港校友会会长（1998年-2000年）[2]

## 社會活動

#### 人大工作
2012年，當選第十二屆港區全國人大代表。
2017年，當選第十三屆全國人大代表 。
2019年兩會期間，姚祖輝就粵港澳大灣區建設、青年發展及中美關系等議題在傳媒發聲。他表示將通過為香港青年爭取入學、創業、就業的便利和空間，促進香港青少年進入大灣區、瞭解大灣區，從而達到真正的「融合發展」。
關於中美關系，姚祖輝表示，現在中美關系比較緊張，更需要走到美國民間，講好中國故事；香港對國外相對熟悉，由港人來講中國故事會更加有說服力。

#### 青年工作3.0
2004年，第一次組織香港青年到深圳參觀。一直鼓勵香港青年到內地闖蕩，也多次組織香港年輕人實地考察創業公司、瞭解產業發展概況和國家宏觀政策。姚祖輝形容，青年工作已從1.0版本進階到目前的3.0版本，從最初「單純的參觀游覽」，到「在內地實習」再到「成功就業並嘗試創業」。 
2007年，發起「滬港明日領袖實習計劃」，組織香港大學生到上海進行6-8周的實習工作，「全方位感受內地的就業環境、職場氛圍，為畢業後進入社會做好準備」。實習團規模由最初的香港大學，擴展至如今的香港大學、香港科技大學、香港中文大學、香港浸會大學、香港公開大學、香港城市大學、嶺南大學等，累計已組織超過1500名香港大學生赴上海知名企業實習。

#### 其他
2004年，在上海組織年度「哈佛商學院全球領袖論壇」，擔任大會主席，是次論壇主題為「全球經濟一體化」。
2014年，与嶺南大學合作成立「滬港經濟發展研究中心」。

## 荣誉
- 2004年，获頒「香港青年工業家獎」[2]
- 2008年，被香港特區政府授予「太平紳士」[25]
- 2016年，獲香港特區政府頒授「銅紫荊星章」，表彰其「熱心參與公共及社會服務，表現傑出，尤其致力推動香港的青年發展，貢獻良多」[26]